# Santa Eulària des Riu
Santa Eulària des Riu (spanisch Santa Eulalia del Río) ist eine Stadt im Osten der Insel Ibiza. Der südlich der Stadt ins Meer mündende einzige Fluss der Insel, der Riu de Santa Eulàlia, prägt das Landschaftsbild der Gemeinde und war bis zum 18. Jahrhundert wichtig für die Bewässerung und das Betreiben von Mühlen.

## Geschichte
Unter arabischer Herrschaft hieß das Gebiet Xarc und bekam erst nach der katalanischen Eroberung den Namen Santa Eulària. Der Name ist dem Fluss entliehen, der schon vorher so hieß. Direkt nach der Eroberung wurde eine Kapelle gebaut, die allerdings zu Beginn des 16. Jahrhunderts durch Angriffe zerstört wurde. Ein halbes Jahrhundert später erbaute man auf dem Hügel Puig de Missa die heute existierende Kirche Eglèsia de Sta. Eulària, die im 17. und 18. Jahrhundert erweitert wurde. Ein Dorf existierte bis dahin noch nicht. Dem steigenden Verkehr zu den Mühlen (siehe etwa: Molino de Puig d’en Valls.) begegnete man mit dem Bau der Brücke Pont Vell. Erst durch den Bischof Eustaquio de Azara wurde Santa Eulària zu einem Ort. Er kaufte das Land um die Kirche und baute Häuser, in denen sich nach kurzer Zeit die ersten Familien niederließen. Im Jahre 1833 wurden die Gemeindegrenzen endgültig festgelegt und Santa Eulària wurde Hauptort der gleichnamigen Gemeinde.
Am 21. Mai 2003 wurden die Hafenanlagen durch einen kleinen Tsunami überspült, welcher durch ein Seebeben vor Algerien ausgelöst worden war.

## Gegenwart
Heute ist Santa Eulària vor allem im Sommer eine pulsierende Stadt mit einer ca. zwei Kilometer langen Strandpromenade. Groß und berühmt ist der exklusive Yachthafen. Dieser zieht im Gegensatz zu beispielsweise Sant Antoni eher das gediegenere Publikum in die Stadt.
Im Zentrum der Stadt, am Plaça d’ Espanya (Spanischen Platz), befindet sich das Rathaus, das eines der letzten historischen Gebäude der Stadt ist. Das gegenwärtige Gebäude, das restauriert wurde, geht auf das Jahr 1795 zurück und spiegelt die typische Architektur dieser Zeit auf der Insel wider. Heute dient das Gebäude Repräsentationszwecken. Vor dem Rathaus befindet sich ein kleiner Platz mit einem Brunnen. Dieser liegt direkt an der Straße Sant Jaume. Dahinter befindet sich ein Steinmonument, ein Geschenk der Stadt Palma auf Mallorca, um den lokalen Fischern zu danken, die am 17. Januar 1913 Schiffbrüchige retteten. Die Straßen des Ortes laufen in einem Schachbrettmuster parallel zur Carrer Sant Jaume von Westen nach Osten. Die Parallelstraße Sant Vincent ist eine Fußgängerzone. Die Passeig de s’Alamera führt vom Süden des spanischen Platzes bis zum Strand. Der Boulevard hat eine dreispurige Fußgängerzone mit Gärten. Am südlichen Punkt der Passeig de s’Alamera befindet sich der Hafen der Stadt. Von dort aus führen nach beiden Seiten Strandpromenaden.

## Die Kirche von Santa Eulària
Im Westen der Stadt befindet sich ein Hügel mit dem Namen Puig de Missa. Der Hügel liegt 52 m über dem Meeresspiegel. Sein Gipfel wird von der hier errichteten Kirche dominiert. Die Kirche ist Santa Eulália gewidmet. Der Weg zur Kirche führt in Serpentinen den Berg hinauf. Die Kirche soll im Jahr 1568 erbaut worden sein, obwohl sich dort schon eine Kapelle aus dem Jahr 1302 befunden haben soll. Der Architekt der Kirche war Giovanni Calvi, der sie im Stil einer Wehrkirche entwarf.

## Verkehr
Von einem zentralen Bahnhof aus fahren Buslinien in alle umliegenden Gemeinden, auch zur Stadt Ibiza. Vom Hafen aus gibt es auf dem Wasser einen Linienverkehr nach Es Cana im Nordosten sowie über Cala Llonga nach Ibiza im Südwesten. Außerdem verkehren Katamarane zur Insel Formentera.

## Verwaltungsgliederung

### Gemeinde Santa Eulària
Die Gemeinde Santa Eulària des Riu gliedert sich in fünf Parroquias (Einwohnerzahlen vom 1. Januar 2015):
- Nostra Senyora de Jesús / Nuestra Señora de Jesús (meistens nur Jesús genannt, 6.305 Einwohner)
- Puig d'en Valls (auch Es Puig d'en Valls, 4.189 Einwohner)
- Sant Carles de Peralta / San Carlos (4.730 Einwohner)
- Santa Eulària des Riu (18.336 Einwohner)
- Santa Gertrudis de Fruitera (2.252 Einwohner)

### Parroquia Santa Eulària
Zur Parroquia Santa Eulària des Riu gehören wiederum die folgenden Orte (Einwohnerzahlen vom 1. Januar 2015):
- Buenavista (96)
- Cala Llonga (840)
- Sa Caleta (23)
- Can Guasch (766)
- Can Nadal (183)
- Can Ramon (93)
- Can Sansó (229)
- Cana Polla (32)
- Espárragos (54)
- Sa Font (177)
- Miramar (48)
- Punta Blanca (25)
- Sa Rota d'en Pere Cardona (391)
- Santa Eulària des Riu (9549)
- Sargamasa (641)
- Siesta (2160)
- Valverde (69)
- verstreut, das heißt außerhalb von benannten Siedlungen: 2969

## Bevölkerung

### Einwohner

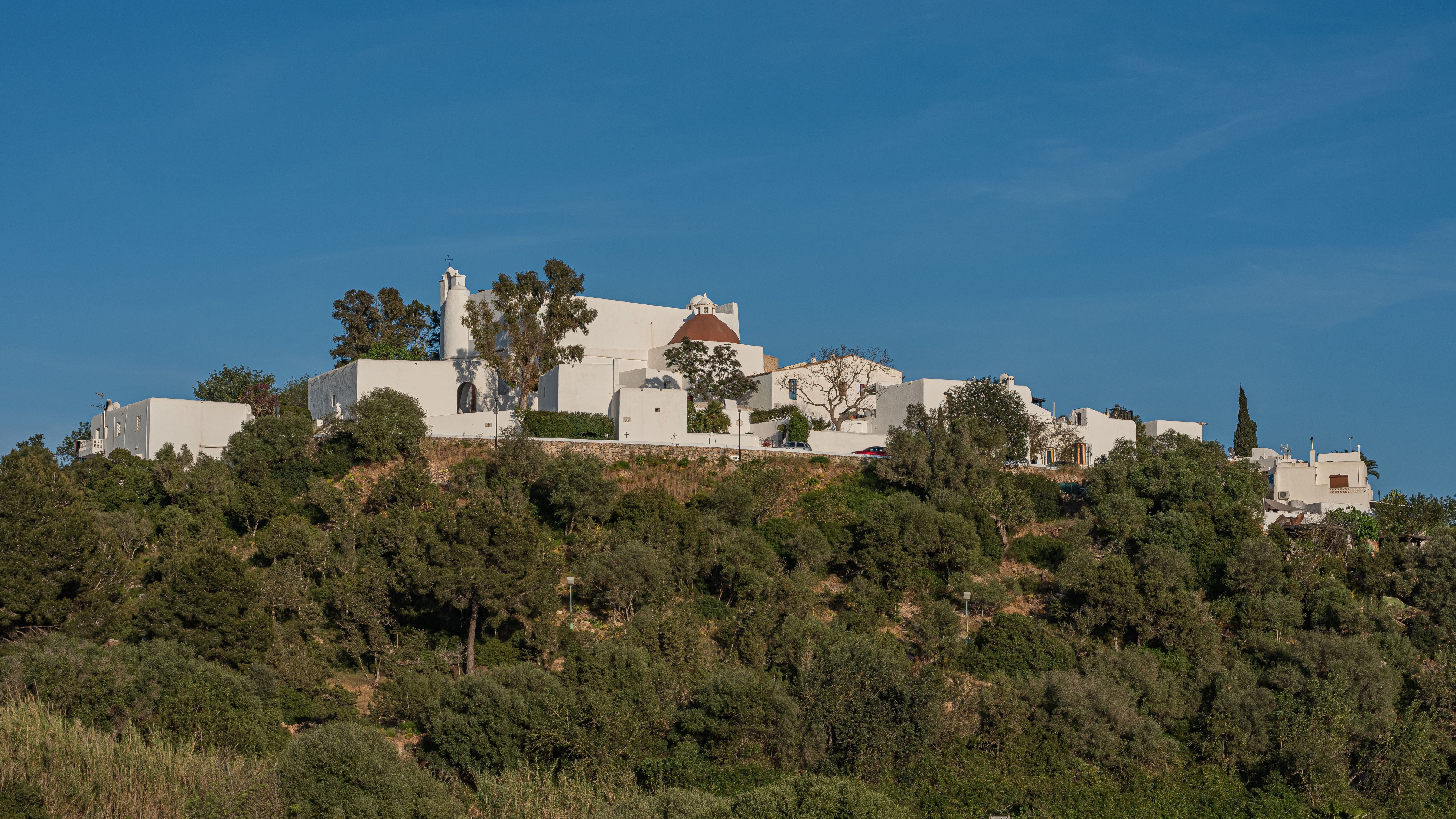
Der Kirchberg Puig de Missa in Santa Eularia

In der Gemeinde Santa Eulària leben 41.706 Einwohnern (Stand: 2024) ein Viertel der ständigen Inselbewohner. Die Stadt selbst hat 7.771 Einwohner.
Das Bevölkerungswachstum ist seit Beginn des Massentourismus in den 1960er Jahren recht hoch. Es betrug von 2001 bis 2008 im Durchschnitt 6,3 % jährlich. Die Einwohnerzahl hat sich in den vergangenen 20 Jahren entsprechend verdoppelt.
Entwicklung der Einwohnerzahl:
Während das Bevölkerungswachstum anfangs durch den Zuzug von Arbeitskräften vom spanischen Festland bedingt war, so steigt die Einwohnerzahl seit den 1990er Jahren im Wesentlichen aufgrund der hohen Zuwanderung von Ausländern. Als Folge ist der Anteil der Einheimischen in den letzten Jahrzehnten immer weiter zurückgegangen. Heute stammt deutlich weniger als die Hälfte der Einwohner (41,8 %) gebürtig von den Balearen und nur noch 14,9 % aus Santa Eulària.
Die Bevölkerung ist zu 51,6 % männlich und 48,4 % weiblich.
Ein Einwohner von Santa Eulària heißt in Katalanisch eularienc bzw. eularienca, in Spanisch santaeulariense.

### Nationalitäten
| Herkunft                | gemäß Staats- bürgerschaft (2008) | gemäß Geburtsland (2008) |
| ----------------------- | --------------------------------- | ------------------------ |
| EU-Bürger               | 93,6 %                            | 90,7 %                   |
| Spanier                 | 74,6 %                            | 72,5 %                   |
| Deutsche                | 5,1 %                             | 5,1 %                    |
| Briten                  | 3,5 %                             | 3,5 %                    |
| Rumänen                 | 2,6 %                             | 2,5 %                    |
| Italiener               | 2,3 %                             | 1,6 %                    |
| Franzosen               | 2,1 %                             | 2,1 %                    |
| andere Europäer         | 0,7 %                             | 0,8 %                    |
| Nord- und Südamerikaner | 3,7 %                             | 5,7 %                    |
| Argentinier             | 1,1 %                             | 2,2 %                    |
| Ecuadorianer            | 0,5 %                             | 0,5 %                    |
| Uruguayer               | 0,5 %                             | 0,7 %                    |
| Afrikaner               | 1,6 %                             | 1,9 %                    |
| Marokkaner              | 1,4 %                             | 1,4 %                    |
| Asiaten                 | 0,4 %                             | 0,8 %                    |

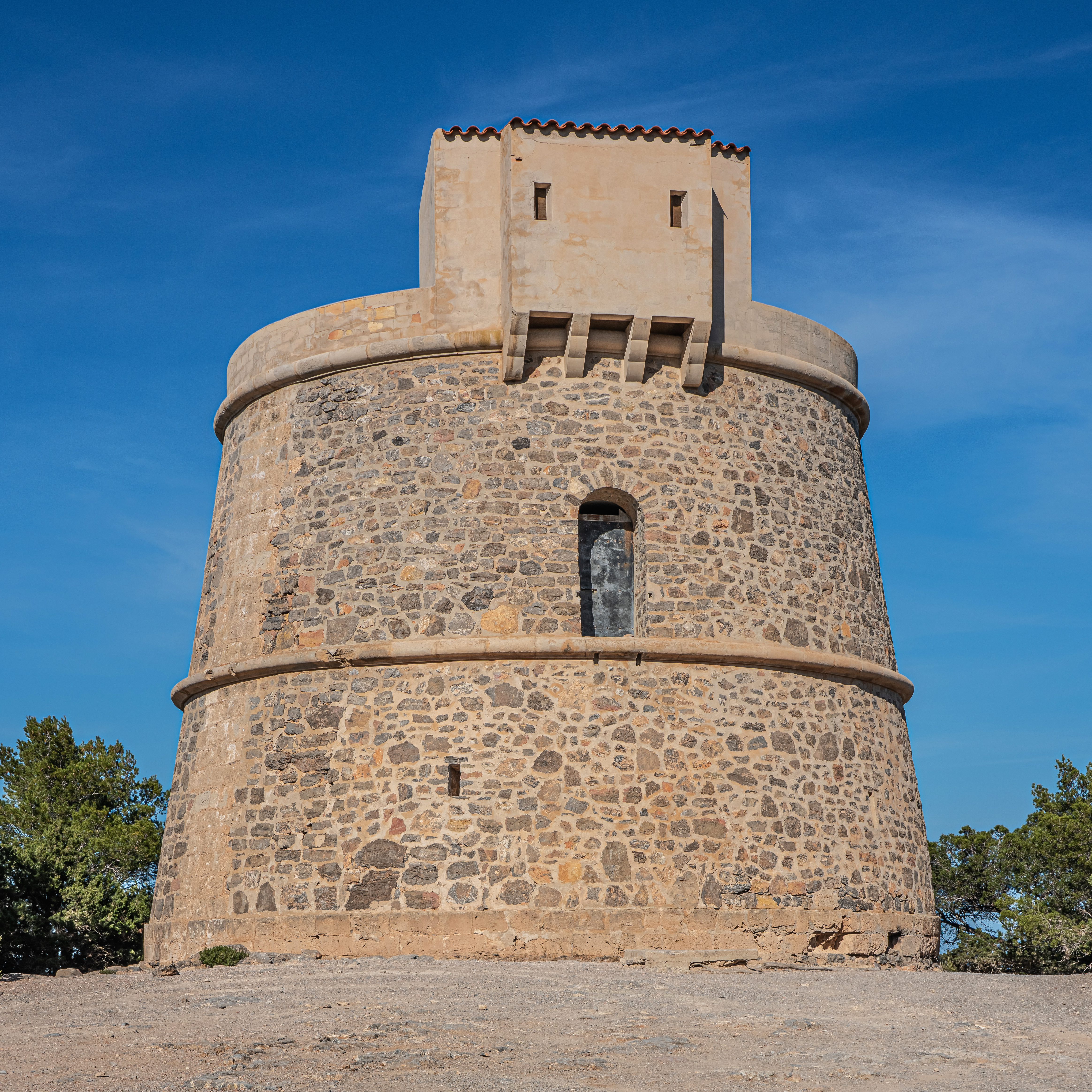
Piratenturm Torre d'en Valls, gegenüber der Insel Tagomago

Der Ausländeranteil ist mit 25,4 % (2008, nur Hauptwohnsitz) sehr hoch und weiter steigend. Noch 1991 lebten mit 5,7 % deutlich weniger Ausländer in Santa Eulària. Jedoch unterscheidet sich die Herkunft der Ausländer im Vergleich zu den anderen Gemeinden Ibizas: Es handelt sich überwiegend um westeuropäische Residenten (15,8 %), die meisten davon Deutsche (5,1 %) und Briten (3,5 %). Der Anteil an Gastarbeitern ist geringer als im übrigen Ibiza. 27,5 % der Einwohner sind im Ausland geboren.

### Persönlichkeiten
- Vivi Bach (1939–2013, Sängerin und Moderatorin) und Dietmar Schönherr (1926–2014, Schauspieler und Moderator) lebten in Santa Eulària
- Erwin Bechtold (1925–2022, deutscher Maler)

## Bildergalerie

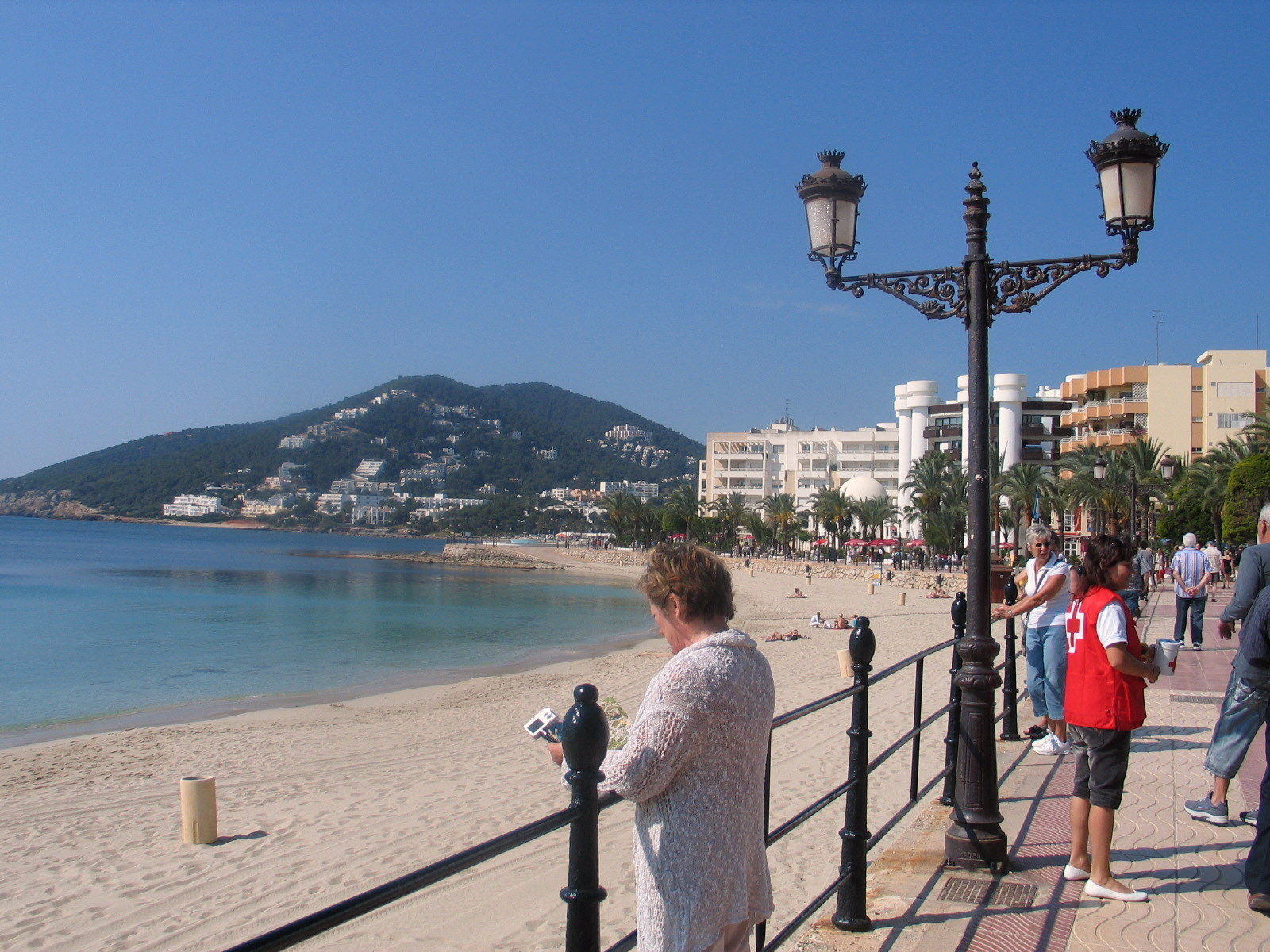
Strandpromenade
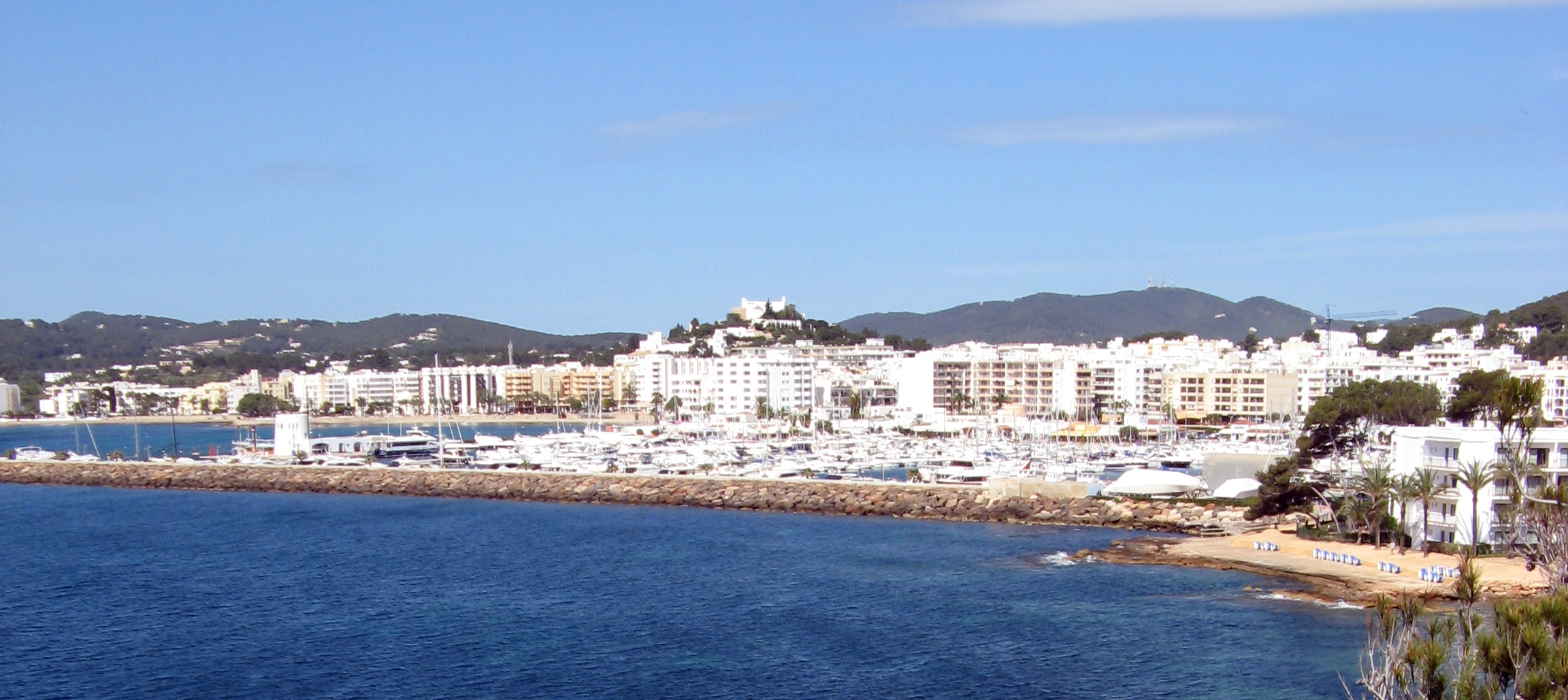
Ansicht vom Meer
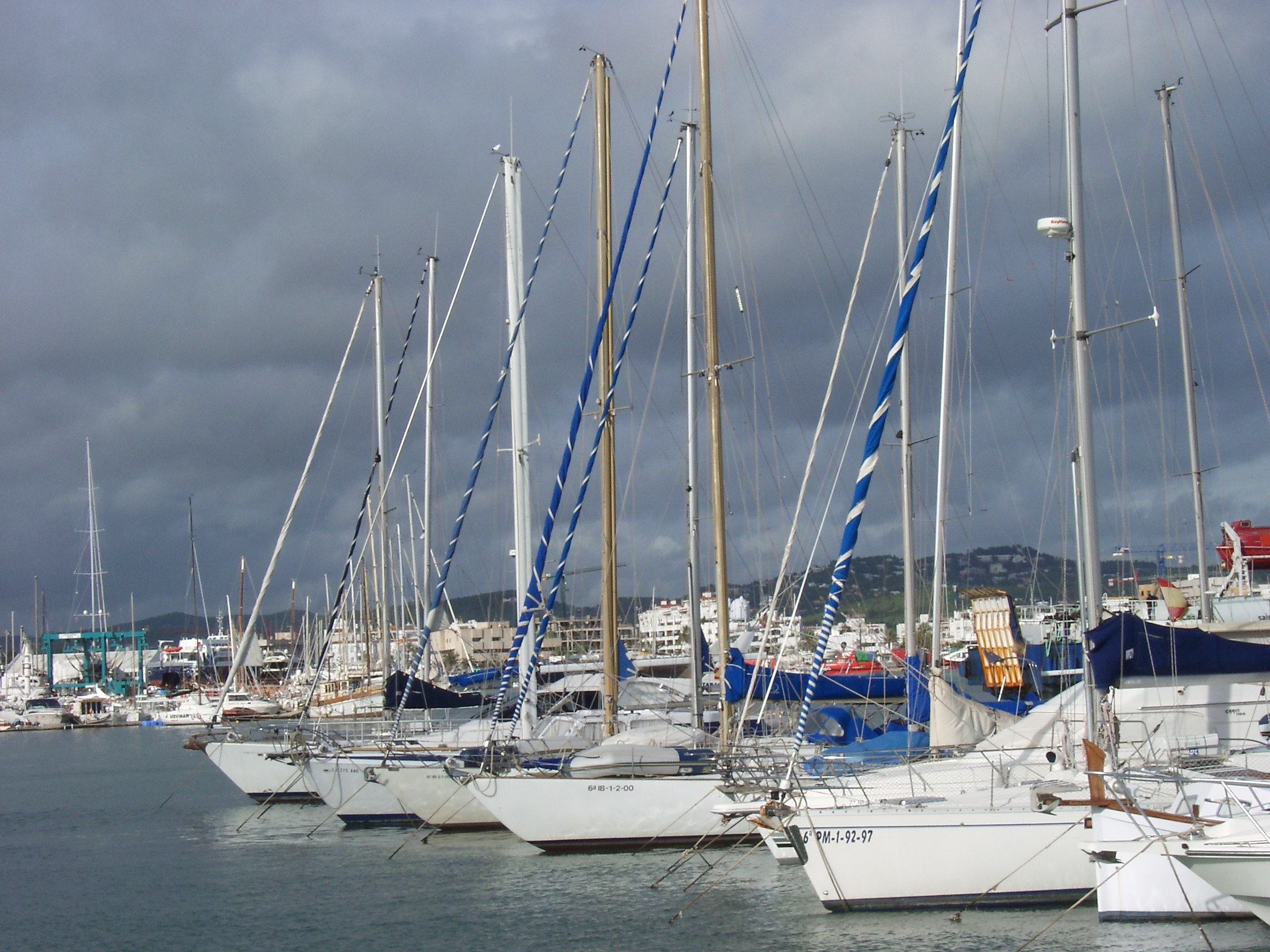
Jachthafen
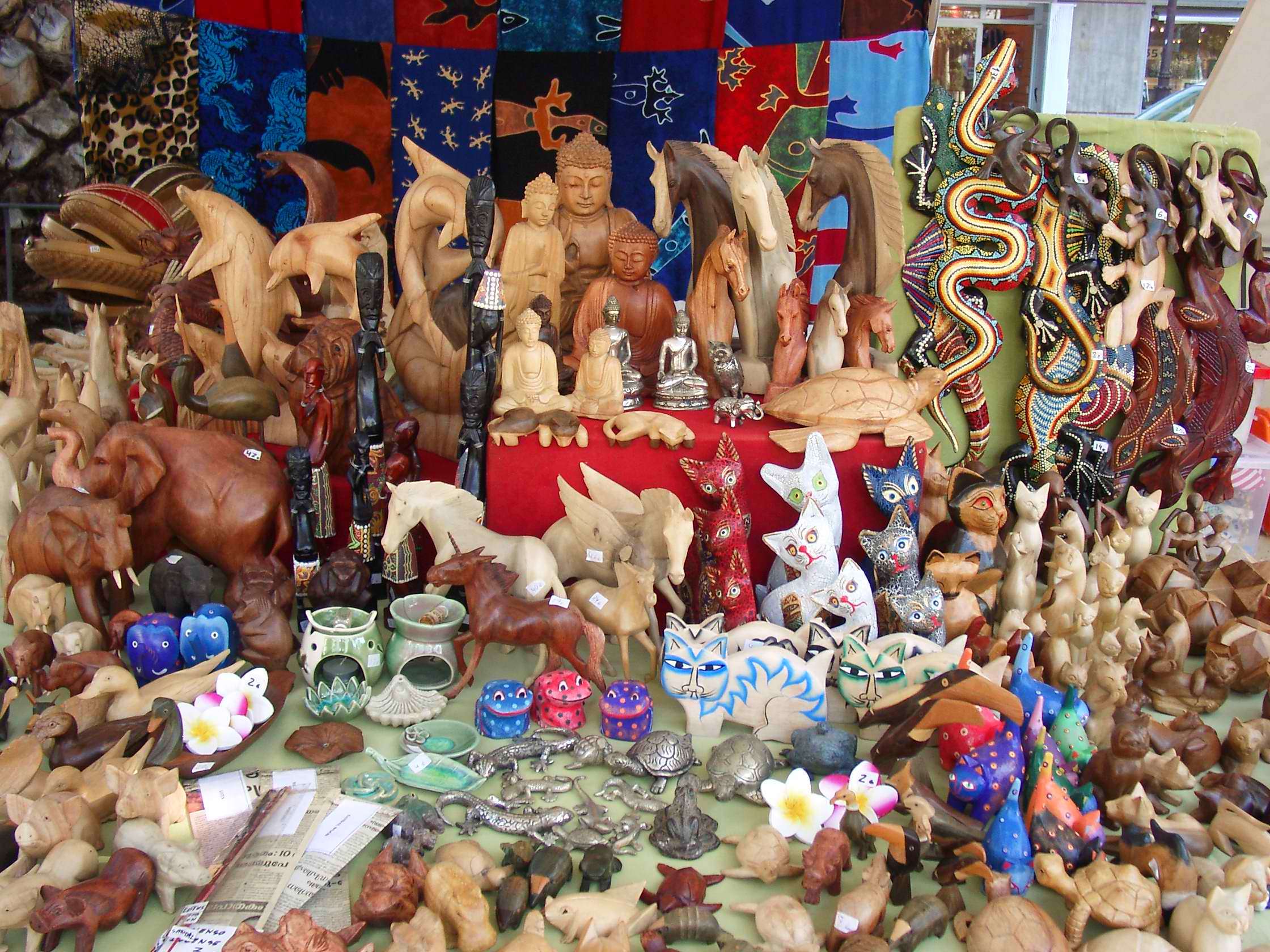
Hippiemarkt
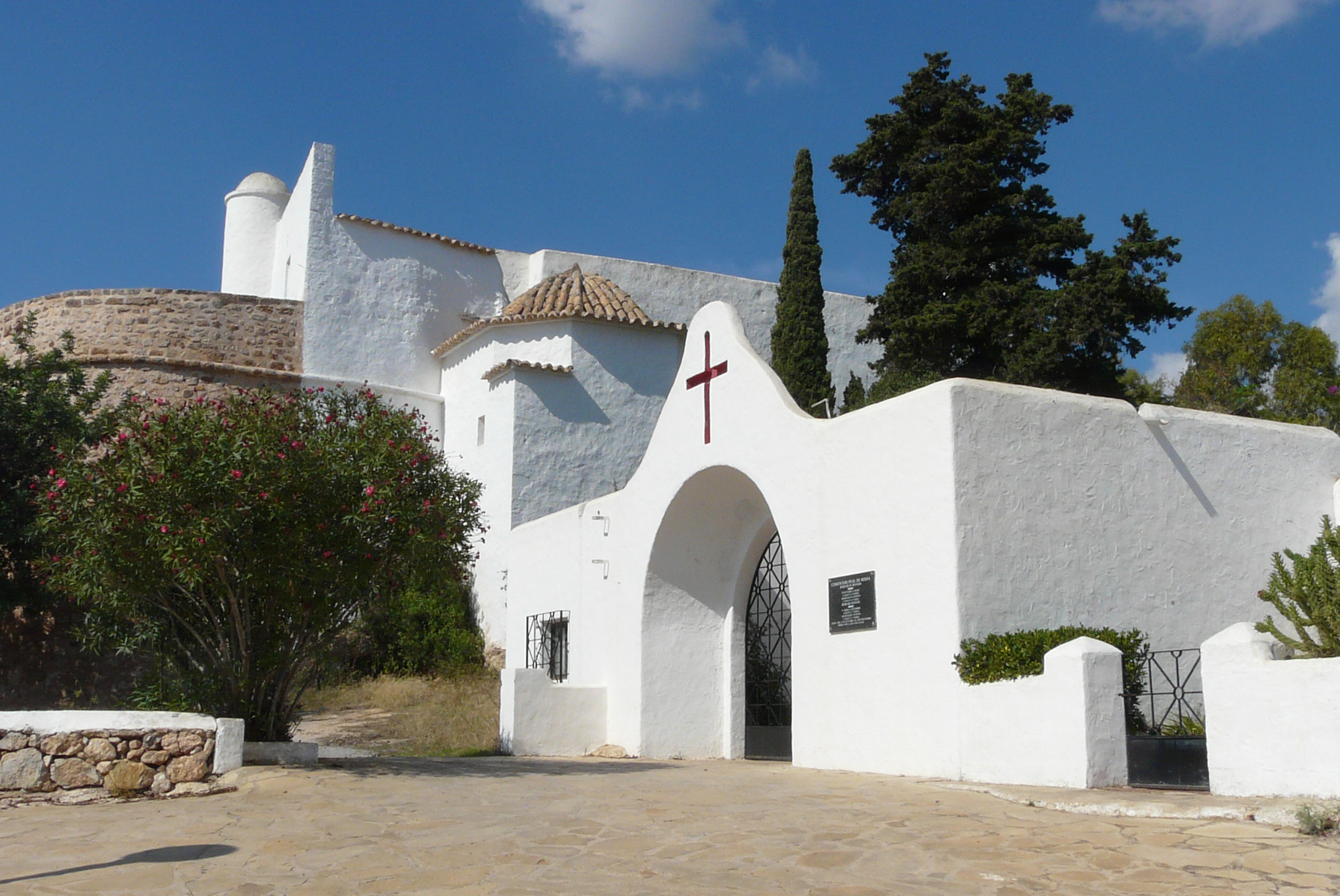
Eglèsia de Sta. Eulària
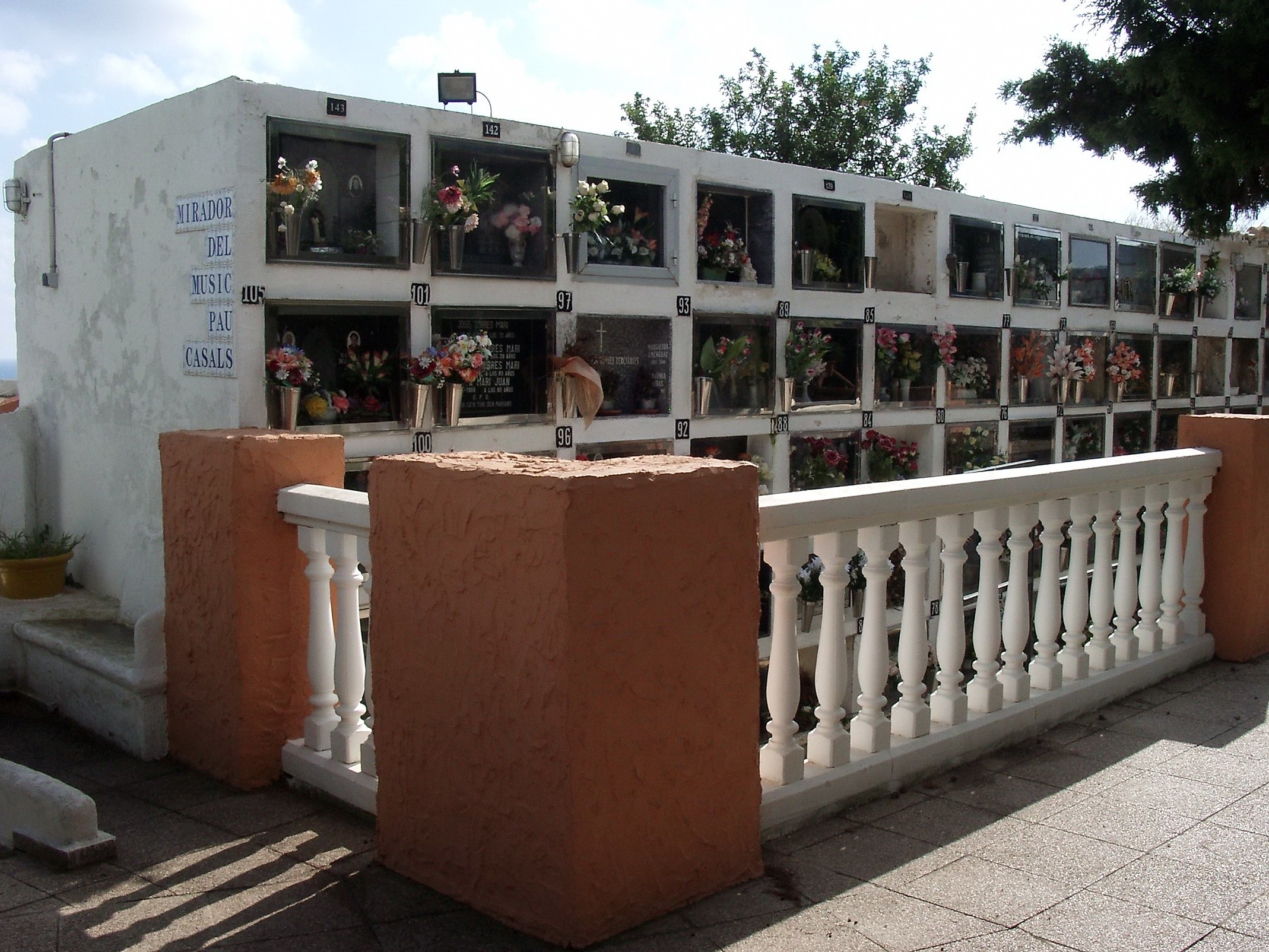
Friedhof auf dem Puig de Missa
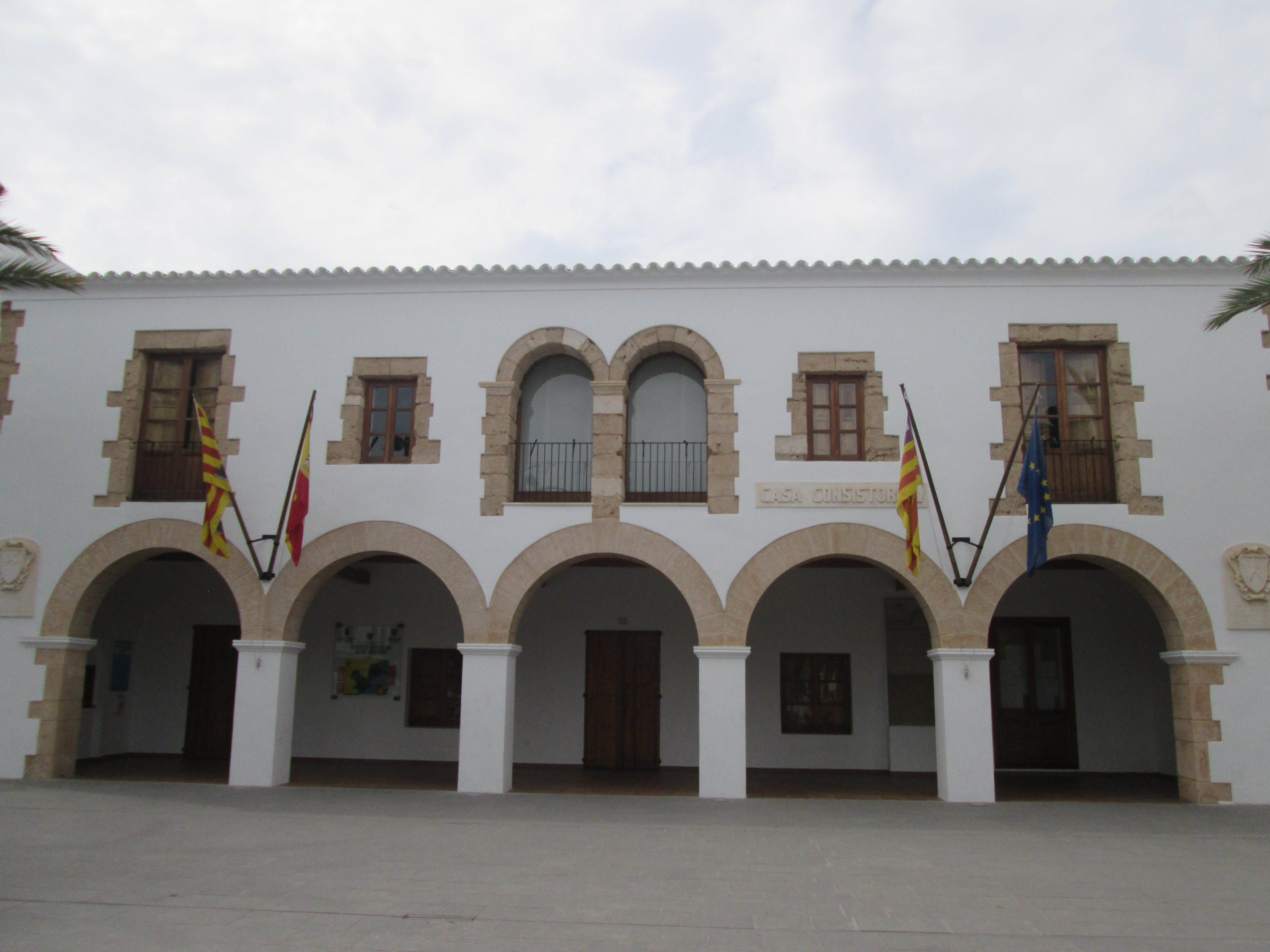
Ajuntament